# هندوراس في الألعاب الأولمبية
هندوراس في الألعاب الأولمبية تقوم اللجنة الأولمبية الهندوراسية بالإشراف في شؤون مشاركة هندوراس في الألعاب الأولمبية، شاركت هندوراس أول مرة في الألعاب الأولمبية في دورة 1968 في مكسيكو في المكسيك، لم تفز هندوراس حتى الآن بأي ميدالية في الألعاب الأولمبية.
في الألعاب الأولمبية الشتوية شاركت بوليفيا أول مرة في دورة 1992 في ألبرتفيل في فرنسا ولم تفز حتى الآن بأي ميدالية في هذه الألعاب.